# 图布登·奥其尔呼
图布登·奥其尔呼（羅馬化：Tüvdengiin Ochirkhüü；1948年—）蒙古族，蒙古戈壁阿尔泰省人，蒙古国政治人物。

## 生平
奥其尔呼1948年生于戈壁阿尔泰省。1972年毕业于列宁格勒国立大学经济学－专业控制论专业。 1977年至1980年，在社会科学院学习。奥其尔呼通晓俄语和英语。1972年，入国家价格和标准委员会工作，开始了其职业生涯。3年后，他成为价格和标准研究所所长。从1980年起，他担任蒙古人民革命党中央委员会的讲师，直到1990年任国家小呼拉尔委员。两年后，1992年他当选为新成立的国家大呼拉尔委员。
1996年和2000年，他均作为蒙古人民革命党候选人在乌兰巴托第73选区当选国家大呼拉尔委员。2004年初，他正在担任国家大呼拉尔经济政策常设委员会主席。2004年，他在戈壁阿尔泰省第12选区当选国家大呼拉尔委员。2004年9月，他被任命为蒙古国燃料和动力部部长。